# فكتور هيرتزبيرغ
فكتور هيرتزبيرغ (بالسويدية: Viktor Hertzberg)‏ هو لاعب هوكي الجليد سويدي، ولد في 23 أبريل 1991.

## وصلات خارجية
- فكتور هيرتزبيرغ على موقع EliteProspects.com (الإنجليزية)
- فكتور هيرتزبيرغ على موقع HockeyDB.com (الإنجليزية)